# Мочурица
Мочу́рица (Азма́к; болг. Мочурица) — река в Болгарии, левый приток средней Тунджи, протекает по территории Сливенской, Бургасской и Ямболской областей на юго-востоке страны.
Длина реки составляет 86 км, площадь водосборного бассейна — 1278 км².
Мочурица начинается на южных склонах гор Стидовска-Планина к западу от села Мокрен (Аврамов) в общине Котел. От истока течёт преимущественно на восток, в среднем течении постепенно поворачивает на юго-запад. Сливается с Тунджей в городе Ямбол.
Основные притоки: Мараш, Сигмен.